# Jure Šterk
Jure Šterk, slovenski morjeplovec in pomorščak, * 6. januar 1937, Zagreb, izginil v Indijskem oceanu januarja 2009.
Odraščal je v Vinici v Beli krajini, gimnazijo je obiskoval v Črnomlju, po gimnaziji je bil zaposlen v celjskem Cetisu. Izpit za kapitana je opravil leta 1977. Nekaj časa je živel v Ljubljani, po upokojitvi pa se je preselil v Koper, v neposredno bližino pristanišča in marine.
Trikrat se je udeležil čezatlantske regate Minitransat (Transat 6,50) po tem pa je z jadrnico osemkrat preplul Atlantski ocean, dvakrat Indijski ocean, enkrat Pacifik, med letoma 1991 in 1994 je na le 6,5 metra dolgi jadrnici obplul svet. Večino plovil je izdelal sam.
Pri svojih podvigih je petkrat padel v morje, štirikrat je izgubil ali resno poškodoval krmilo, petkrat je tudi resneje nasedel, vendar je vedno jadrnico rešil brez tuje pomoči. Decembra 2007 se je odpravil na jadranje okrog sveta z začetkom in koncem na Novi Zelandiji. Prek radijske povezave se je zadnjič oglasil 1. januarja 2009, 27. januarja pa so njegovo jadrnico Lunatic opazili poškodovano in na videz zapuščeno v Indijskem oceanu okoli tisoč milj pred obalo Avstralije. Tri mesece kasneje je ameriška raziskovalna ladja Roger Revelle našla jadrnico 500 milj bolj jugovzhodno, vendar njega ni bilo na krovu. Šterk tako še vedno velja za pogrešanega, našli pa so njegov ladijski dnevnik, ki je bil kasneje objavljen.
Šterk je bil častni član Jadralnega Kluba Ljubljana, član YC Portorož in največjega jadralnega kluba na svetu britanskega Ocean Cruising Cluba. Bil je tudi mojster juda (1. dan po Kodokan) in radioamater (s pozivnim znakom S52YS). Njegov sin je režiser Igor Šterk.

## Referenca
1. ↑  »3 oceani in 2 rekorda - kdo sploh je Jure Šterk?«. Arhivirano iz prvotnega spletišča dne 1. februarja 2009. Pridobljeno 30. januarja 2009.
2. ↑  »Playboy, september 2004«.[mrtva povezava]
3. ↑  Za Šterkom izginila vsaka sled. (29.1.2009). MMC RTV-SLO. Pridobljeno 2.2.2009.
4. ↑  Stopili na praznega Šterkovega Lunatica. (30.4.2009). MMC RTV-SLO. Pridobljeno 3.5.2009.